# میروسلاو گرادینارف
میروسلاو گرادینارف (به انگلیسی: Miroslav Gradinarov) متولد ۱۰ فوریه ۱۹۸۵ بازیکن والیبال اهل بلغارستان، عضو فعلی تیم ملی والیبال بلغارستان و باشگاه تولوز فرانسه است.